# The Beggar's Opera
L'Opéra du gueux
The Beggar's Opera (L'Opéra du gueux) est un ballad opera en trois actes, écrit en 1728 par John Gay, sur une musique de Johann Christoph Pepusch.

## Lesballad operas
Les ballad operas étaient des spectacles caractéristiques de la scène anglaise du XVIIIe siècle écrits en réaction à la prééminence de l'opéra italien sur les scènes d'alors. Il s'agissait de pièces musicales satiriques qui suivaient certaines des conventions de l'opéra, mais sans récitatifs. Les textes de ces pièces étaient mis en musique sur des hymnes religieux, des mélodies populaires d'alors, des airs d'opéras connus, et surtout, sur des romances, des ballads populaires, qui ont donné leur nom au genre.

## Origine et analyse
C'est à Jonathan Swift que revient l'idée de cet opéra, lorsqu'il écrit à Alexander Pope le 30 août 1716 en lui demandant « [...] que diriez-vous, d'une pastorale qui se déroulerait à Newgate parmi les voleurs et les putains qui s'y trouvent ? ». Leur ami John Gay décide d'en faire, non une pastorale, mais un opéra satirique. Pour sa production originale de 1728, il tient à ce que toutes les chansons, issues de la tradition anglaise mais aussi écossaise et galloise, tirées d'un recueil de Thomas d'Urfey, soient chantées sans aucun accompagnement, ajoutant par là à l'atmosphère choquante et âpre qu'il avait en tête.
Cependant, une semaine avant la première, John Rich, le directeur du théâtre, insiste pour que Johann Christoph Pepusch, un compositeur avec lequel son théâtre travaille régulièrement, écrive une ouverture à la française en bonne et due forme, ainsi que des arrangements pour les 69 chansons. Bien qu'il n'y ait pas de preuve indépendante de l'identité de l'arrangeur, l'examen de la partition originale de 1729, dans sa version officielle publiée par Dover Books, démontre que Johann Christoph Pepusch est bien l'arrangeur. On trouve également des airs extraits d’œuvres de Henry Purcell et même de Georg Friedrich Haendel, la marche de Rinaldo devenant un chœur de brigands.
L’œuvre remporta à l'époque un grand succès, et l'on disait à l'époque qu'il avait fait de Rich un homme gai, et de Gay un homme riche[réf. nécessaire]. Le thème de la corruption est central dans l'intrigue, illustré notamment par l'air de Peachum, au tout début du premier acte: « Through all the employments of life, each neighbour abuses his brother ». (En toutes circonstances, le voisin trompe son prochain). La critique sociale est constante, visant à l'origine le premier ministre britannique de l'époque Robert Walpole, mais susceptible d'être adaptée lors de chaque mise en scène en fonction de l'actualité politique. Ce côté subversif, ainsi que le succès que connut cet opéra, a conduit à l'interdiction de Polly (1729), la suite, qui ne put être représentée qu'en 1777.

## Distribution
- M. Peachum, receleur (basse)
- Mme Peachum (mezzo-soprano)
- Polly, leur fille (soprano), créée par Lavinia Fenton
- Macheath, brigand (ténor), créé par Robert Walker
- Filch, brigand au service de Peachum (ténor)
- Lockit, geôlier (baryton)
- Lucy Lockit, sa fille (soprano)
- Jenny Diver, prostituée
- Molly, Betty, Suky et Dolly, prostituées

## Argument

### Acte I
Le receleur Peachum fait ses comptes. Un des brigands de sa bande, Filch, vient lui rendre compte du sort de plusieurs de leurs collègues, qui sont traduits en justice. Mme Peachum entre, et converse avec son mari, au sujet du brigand Macheath, dont leur fille Polly est amoureuse. Ils redoutent un mariage entre les deux jeunes gens. Mais leurs craintes se confirment: le mariage a bien eu lieu. Ils décident alors d'y remédier en faisant arrêter et pendre Macheath. Polly avertit Macheath et tous deux chantent un duo d'amour.

### Acte II

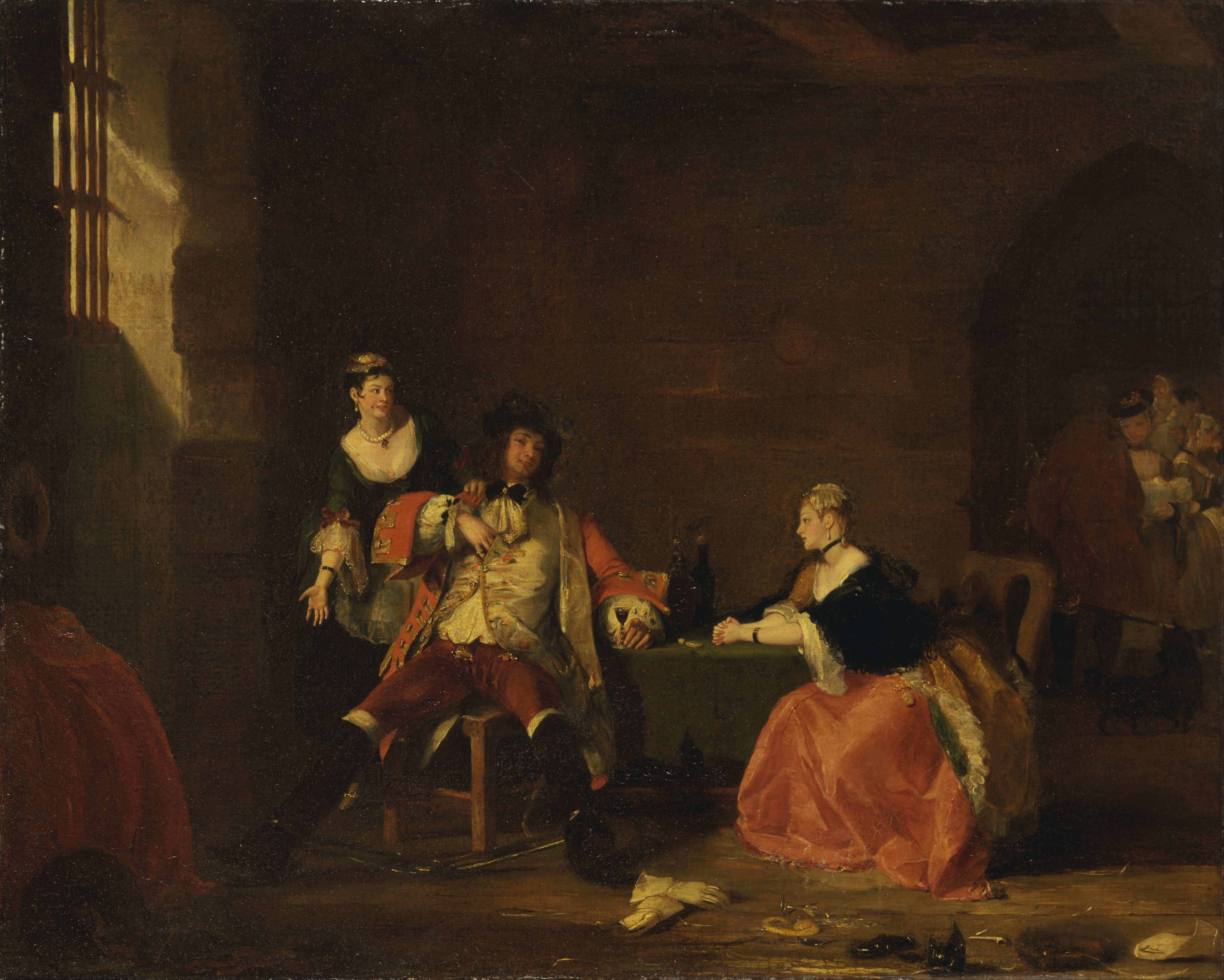
Le Capitaine Macheath critiqué par Polly et Lucy
Gilbert Stuart Newton, 1826
Centre d'art britannique de Yale

Dans une taverne, Macheath retrouve ses complices, et leur dit qu'il ne peut les accompagner pour leur prochain coup en raison de désaccord avec Peachum. Il reste seul, mais est vite rejoint par une bande de prostituées. Elles sont de mèche avec Peachum, cajolent et distraient Macheath, avant de le livrer aux policiers qui l’arrêtent.
Dans la prison, Macheath est accueilli par le geôlier Lockit. Arrive ensuite Lucy, la fille de Lockit, ancienne conquête de Macheath, enceinte de lui, qui lui reproche amèrement son mariage avec Polly. Macheath lui déclare que ce mariage est une pure invention de Polly. Il parvient à la convaincre. Mais Polly arrive sur ces entrefaites et les deux femmes se disputent violemment. Peachum réussit à entrainer Polly hors de la prison, Lucy vole les clés de son père et fait s'évader Macheath.

### Acte III
Lucy regrette rapidement son geste, car Macheath va rejoindre Polly. Peachum et Lockit discutent du meilleur moyen de remettre Macheath derrière les verrous. Lucy reçoit Polly avec l'intention de l'empoisonner, mais la scène est interrompue lorsque les deux jeunes filles apprennent que Macheath a été à nouveau capturé et qu'il va être pendu. Elles se précipitent à la prison. Quatre autres femmes se présentent également, prétendant avoir épousé Macheath. La pendaison semble inévitable, mais au dernier moment, Macheath est gracié.

## Postérité
Le succès a marqué la création de l'opéra qui tient l'affiche jusqu'à l'époque victorienne.
Le peintre Gilbert Stuart Newton a réalisé deux œuvres inspirées de l'opéra : Le Capitaine Macheath réprimandé par Polly et Lucy (1826), conservé au Centre d'art britannique de Yale à New Haven et Polly Peachum dont une gravure par John Porter est conservée au British Museum.
L'œuvre a inspiré L'Opéra de quat'sous de Bertolt Brecht sur une musique de Kurt Weill (1928), ainsi que les films L'Opéra des gueux de Peter Brook (1953) et L'Opéra du gueux de Jiří Menzel (1991).
L'interprétation la plus fréquemment jouée de nos jours est la version réharmonisée et réarrangée par Benjamin Britten en 1948. Il existe aussi une adaptation brésilienne de Chico Buarque, A ópera do malandro (L'opéra du malandrin), encore beaucoup jouée sur les planches des théâtres brésiliens et dont certaines chansons sont devenues des classiques de la musique populaire mondiale.
Dans le jeu vidéo Assassin’s Creed III d’Ubisoft sorti en 2012, l’Opéra des Gueux est joué en toile de fond pendant la toute première séquence à l’opéra de Covent Garden de Londres, pendant laquelle le Templier Haytham Kenway doit assassiner une cible avant de lui voler un mystérieux médaillon (en réalité une clé créée par la race des Précurseurs).
En 2021, la compositrice Hélène Ducos crée Minuit Montmartre, opéra en quatre actes s'inscrivant dans la lignée du Beggar's Opera, avec une trame similaire. L'action est située dans le Paris des années folles, et les principaux personnages fidèles à ceux dessinés par Gay. Seul le dénouement échappe au synopsis d'origine. La première eut lieu le 10 juillet 2021, à l'Auguste Théâtre, à Paris,.
Un groupe de rock progressif anglais très inspiré par la musique classique s'appelle Beggars Opera (en).